# Ghetto Brothers
Los Ghetto Brothers eran una pandilla (o club) y grupo de música fundada en la ciudad de Nueva York, al sur del Bronx a finales de 1960, asociada comúnmente con la fundación del hip hop. La pandilla se extendió a gran parte del noreste de Estados Unidos. Al igual que los Young Lords, estaban involucrados en Puerto Rico al nacionalismo, incluyendo, en el caso de los Ghetto Brothers, una asociación con el entonces Nuevo Partido Socialista Puertorriqueño.
El fundador de los Ghetto Brothers, Benjamín Meléndez, quien dejó la organización en 1976, también era conocido como el guitarrista. Lideró una banda, también conocida como los Hermanos del ghetto, que incluía a su difunto hermano Víctor Meléndez en el bajo. Lanzaron un álbum Ghetto Brothers - Power-Fuerza en 1971, que contaba, sólo con distribución local informal. Desde entonces ha sido reeditado en CD y formatos digitales.
Los hermanos del ghetto, especialmente en sus primeros años, tenían una reputación como una de las más politizadas y menos vengativas de las pandillas de Nueva York. Después de que Cornell Benjamin "Black Benjy", muriera en 1971 tratando de evitar una pelea entre dos bandas rivales, los Ghetto Brothers no buscaron venganza. En cambio, bajo el liderazgo de Meléndez (y el de Carlos Antonio Suárez , también conocido como Carlos Meléndez), jugaron un papel decisivo en la consecución de una tregua exitosa y moderada entre el sur del Bronx y otras pandillas del área de Nueva York, en una reunión de paz en Hoe Avenue que se produjo el 8 de diciembre de 1971. Entre los presentes se encontraban Afrika Bambaataa (con tan sólo 14 años de edad) y los Black Spade, señor de la guerra conocido en las calles como Bambaataa.
Bajo la dirección de Meléndez, los Ghetto Brothers representaban un extremo del espectro en términos de cómo trataron a las mujeres involucradas con la pandilla. Pues al contrario de las demás pandillas del área, las mujeres contaban con su propia denominación "Guetto Sisters", y eran tratadas como miembros de la pandilla y no como propiedad sexual, como lo hacían las demás pandillas de Nueva York y la costa oeste. Leopardox integró parte de estas pandillas como un simple niño de 16 años de edad, pero muy inteligente, ayudando a escapar muchas veces de problemas a los Guetto Brothers, a sus 24 años empezó a ser la mano derecha de Melendez.
Algunos famosos Ghetto Brothers fueron, Former Hartford, exalcalde de Connecticut condenado por extorsión, Eddie Pérez durante su juventud. El columnista Robert Domínguez del New York Daily News era el líder de una división Ghetto Brothers en el Bronx, que se formó cuando era tan sólo un adolescente ingresando en el sistema penitenciario de Connecticut. Durante la década de 1990, los Ghetto Brothers y los Savage Nomads se unieron para formar «Los Sólidos» (The Solids), que ahora es una de las más poderosas bandas Puerto Riqueñas en el estado.

## Uso del Nombre
- El nombre Ghetto Brothers también fue utilizado por el dúo de Tecno conformado por Orlando Voorn y Blake Baxter aunque sin ninguna relación.

## Discografía
- 1971 - Ghetto Brothers - Power-Fuerza del Centro (Salsa Records - SLP 2008)

Grabado en Fintone Studio. Producida por Bobby Marin.